# Procesión del Corpus de la Iglesia de Santa María
Procesión del Corpus de la Iglesia de Santa María es una pintura al óleo realizada por Ramón Casas entre los años 1896 y 1898 en Barcelona y que se expone actualmente en el Museo Nacional de Arte de Cataluña de Barcelona.

## Contexto histórico
En 1896, una bomba anarquista explotó en medio de la procesión del Corpus Christi, que había salido de la iglesia de Santa María del Mar de Barcelona, mató a doce personas y sembró el pánico en la ciudad. El hecho, que fue conocido como el Atentado de la Procesión del Corpus, formaba parte del turbulento panorama social en la Cataluña de principios del siglo XX, dominado por atentados anarquistas como este o el que había tenido lugar en el Gran Teatro del Liceo cuatro años antes.
Casas elige, para la pintura, el momento de la salida de la procesión de la iglesia, antes de su paso por la calle Canvis Nous, donde se produjo el atentado. Como en su obra El garrote vil, la escena está encuadrada desde una visión de altura y el pintor se recrea en el juego cromático y festivo de los estandartes, los damascos colgados de los balcones y los velos de las niñas vestidas de Primera comunión que acompañan la procesión, aludiendo así de forma elíptica al caos y la desesperación que se producirá poco después y de lo que sus personajes son ajenos. La técnica, muy suelta, de pinceladas rápidas y poco cargadas de materia, es propia de cuadros de pequeño formato, pero resulta mucho más difícil de aplicar en una tela de las dimensiones de esta. Casas aplica, una vez más, con una gran audacia, los recursos de la pintura moderna en un género que le parecía vedado.